# Уватов, Убайдулла
Убайдулла Уватов (узб. Ubaydulla Uvatov; 23 февраля 1940, Гузарский район, Кашкадарьинская область — 3 ноября 2020, Ташкент) — советский и узбекский востоковед, историк, доктор исторических наук, профессор. За свои годы изучал историю эпохи Тимуридов, культурное наследие Центральной Азии, научные исследования в области манускриптологии и историографии. Также был автором документальных фильмов и театральных сценариев.

## Биография
Родился 23 февраля 1940 года в деревне Чучук ота села Пачкамар Гузарского района Кашкадарьинской области. 
С 1958 по 1964 год изучал арабскую филологию на факультете востоковедения Ташкентского государственного университета и в 1964 году начал работать преподавателем в университете. С 1967 по 1970 год учился в аспирантуре Института востоковедения Академии наук Республики Узбекистан. 

## Трудовая деятельность
В разное время работал переводчиком, директором консультативного управления Президента Республики Узбекистан (1991-1992), первым заместителем председателя Комитета по делам религий при Кабинете Министров (1992-1995), ведущим научным сотрудником Института востоковедения Академии наук Узбекистана (1995-1997), глава международного благотворительного фонда «Амир Темур» (1997-1999) и первый председатель международного благотворительного фонда «Олтин Мерос» (1999-2000). Занимал такие должности, как руководитель Центра исламских исследований Ташкентского исламского университета, а затем отдела рукописей университета (1999-2008), директор Международного центра Имама Бухари (2008-2013) и до своей кончины директор Международного научно-исследовательского центра имама Термеза (2013-2020).
Его научная деятельность в основном была сосредоточена на истории эпохи Тимуридов, научной ассамблее ученых Центральной Азии, востоковедении и хадисоведении. Уватов в совершенстве владел арабским, персидским, русским и французским языками. 12 апреля 1974 года защитил кандидатскую диссертацию по филологическим наукам, поддержав перевод и научный анализ работы Ибн Арабшаха «Аджойб аль-макдур фи тарикси Таймур» («Чудеса судьбы в истории Тимура»), получив ученую степень кандидата филологических наук. 16 июня 2002 года в Ташкентском исламском университете защитил докторскую диссертацию, посвященную развитию хадисоведения у ученых Мавераннахра и Хорасана, получив степень доктора исторических наук. В 2008 году ему было присвоено звание профессора.
За свою научную карьеру Убайдулла Уватов написал более 300 статей, почти 50 книг и монографий. Большинство его научных работ были опубликованы на русском, арабском, турецком и других тюркских языках в таких странах, как Египет, Россия, Турция, Саудовская Аравия, Казахстан и Кыргызстан. Также являлся автором документальных фильмов «Фасохат ильмининг султони» о Махмуде аль-Замахшари (2014), «Хаким Термизий» (2017) и пьесы «Алломай замон» (2019).

## Смерть
Скончался 3 ноября 2020 года в возрасте 80 лет и был похоронен на кладбище отца Саида Ваккаса в Ташкенте.

## Награды
- Орден «Мехнат шухрат» (2009)[16]
- Почетное звание «Узбекистон Республикасида хизмат кирсатган йошлар мураббийси» (2017)[17][18]
- Орден «Фидокорона хизматлари учун» (2020)[19][4][15][10]

## Память
В феврале 2021 года, по случаю 81-летия Убайдуллы Уватова, в 1-й средней школе Гузарского района были организованы памятное мероприятие и духовно-просветительская встреча на тему «Жить с памятью, ходить с уважением». В ходе мероприятия было объявлено, что школа, в которой он учился, а также улицы Эльхаки и Чорвадорлар в районе будут названы в честь Убайдуллы Уватова. 23 февраля 2021 года в Международной исламской академии Узбекистана состоялась научно-практическая конференция на тему «Убайдулла Уватов — светило востоковедения и хадисоведения». Кроме того, Международная исламская академия Узбекистана учредила специальную стипендию имени Убайдуллы Уватова для студентов академии.